# Untouchable
„Untouchable” este un cântec al grupului britanic Girls Aloud. Piesa este compusă de Xenomania, pentru cel de-al cincilea album de studio al formației, Out of Control.  Melodia a devenit un favorit al fanilor, fiind ales de grup ca cel de-al treilea disc single al materialului și lansat pe data de 27 aprilie 2009.

## Clasamente
| Clasament              | Poziția maximă | Referință |
| ---------------------- | -------------- | --------- |
| Bulgaria Singles Chart | 42             |           |
| Croatian Singles Chart | 7              |           |
| Ireland Singles Chart  | 19             |           |
| UK iTunes Chart        | 11             |           |